# Drei Tage von De Panne 2016
Die 40. Drei Tage von De Panne (offiziell: KBC-Driedaagse De Panne-Koksijde) war ein Etappenrennen, das vom 29. März bis zum 31. März 2016 in Belgien stattfand. Es wurde in zwei Etappen, einer Halbetappe und einem kurzen Einzelzeitfahren über eine Distanz von insgesamt 535 Kilometern ausgetragen. Das Rennen war Teil der UCI Europe Tour 2016 und dort in der höchsten Kategorie 2.HC eingestuft.

## Teilnehmende Mannschaften
Nach dem Tod von Antoine Demoitié verzichtete dessen Team Wanty-Groupe Gobert auf einen Start.
| WorldTeams (11)- Astana - BMC Racing Team - Cannondale - Etixx-Quick Step - FDJ - Katusha - Lampre-Merida - Lotto-Soudal - Orica-GreenEDGE - Sky - Tinkoff Professional Continental Teams (11)- Bardiani CSF - Bora-Argon 18 - Cofidis, Solutions Crédits - Direct Énergie - Gazprom-RusVelo - Nippo-Vini Fantini - ONE Pro Cycling - Roompot-Oranje Peloton - Southeast-Venezuela - Stölting Service Group - Topsport Vlaanderen-Baloise |
| |

## Etappen
| Etappe      | Datum    | Etappenorte         | type             | Länge (km) | Etappensieger      | Gesamtführender    |
| ----------- | -------- | ------------------- | ---------------- | ---------- | ------------------ | ------------------ |
| 1. Etappe   | 29. Mär. | De Panne – Zottegem | Hügelige Etappe  | 198,2      | Alexander Kristoff | Alexander Kristoff |
| 2. Etappe   | 30. Mär. | Zottegem – Koksijde | Flachetappe      | 211,1      | Elia Viviani       | Alexander Kristoff |
| 3. a Etappe | 31. Mär. | De Panne – De Panne | Flachetappe      | 111,5      | Marcel Kittel      | Alexander Kristoff |
| 3. b Etappe | 31. Mär. | De Panne – De Panne | Einzelzeitfahren | 14,2       | Maciej Bodnar      | Lieuwe Westra      |

## Wertungstrikots
| Etappe         | Etappensieger            | Gesamtwertung            | Punktewertung            | Bergwertung        | Sprintwertung          | Teamwertung     |
| -------------- | ------------------------ | ------------------------ | ------------------------ | ------------------ | ---------------------- | --------------- |
| 1              | Alexander Kristoff (KAT) | Alexander Kristoff (KAT) | Alexander Kristoff (KAT) | Loïc Vliegen (BMC) | Danny van Poppel (SKY) | Astana Pro Team |
| 2              | Elia Viviani (SKY)       | Alexander Kristoff (KAT) | Alexander Kristoff (KAT) | Loïc Vliegen (BMC) | Danny van Poppel (SKY) | Astana Pro Team |
| 3a             | Marcel Kittel (EQS)      | Alexander Kristoff (KAT) | Alexander Kristoff (KAT) | Loïc Vliegen (BMC) | Danny van Poppel (SKY) | Astana Pro Team |
| 3b             | Maciej Bodnar (TNK)      | Lieuwe Westra (AST)      | Alexander Kristoff (KAT) | Loïc Vliegen (BMC) | Danny van Poppel (SKY) | Astana Pro Team |
| Wertungssieger | Wertungssieger           | Lieuwe Westra            | Alexander Kristoff       | Loïc Vliegen       | Danny van Poppel       | Astana Pro Team |